# Pacentro
Pacentro è un comune italiano di 1 077 abitanti della provincia dell'Aquila, in Abruzzo, facente parte del parco nazionale della Maiella, dei borghi più belli d'Italia e della comunità montana Peligna.

## Storia

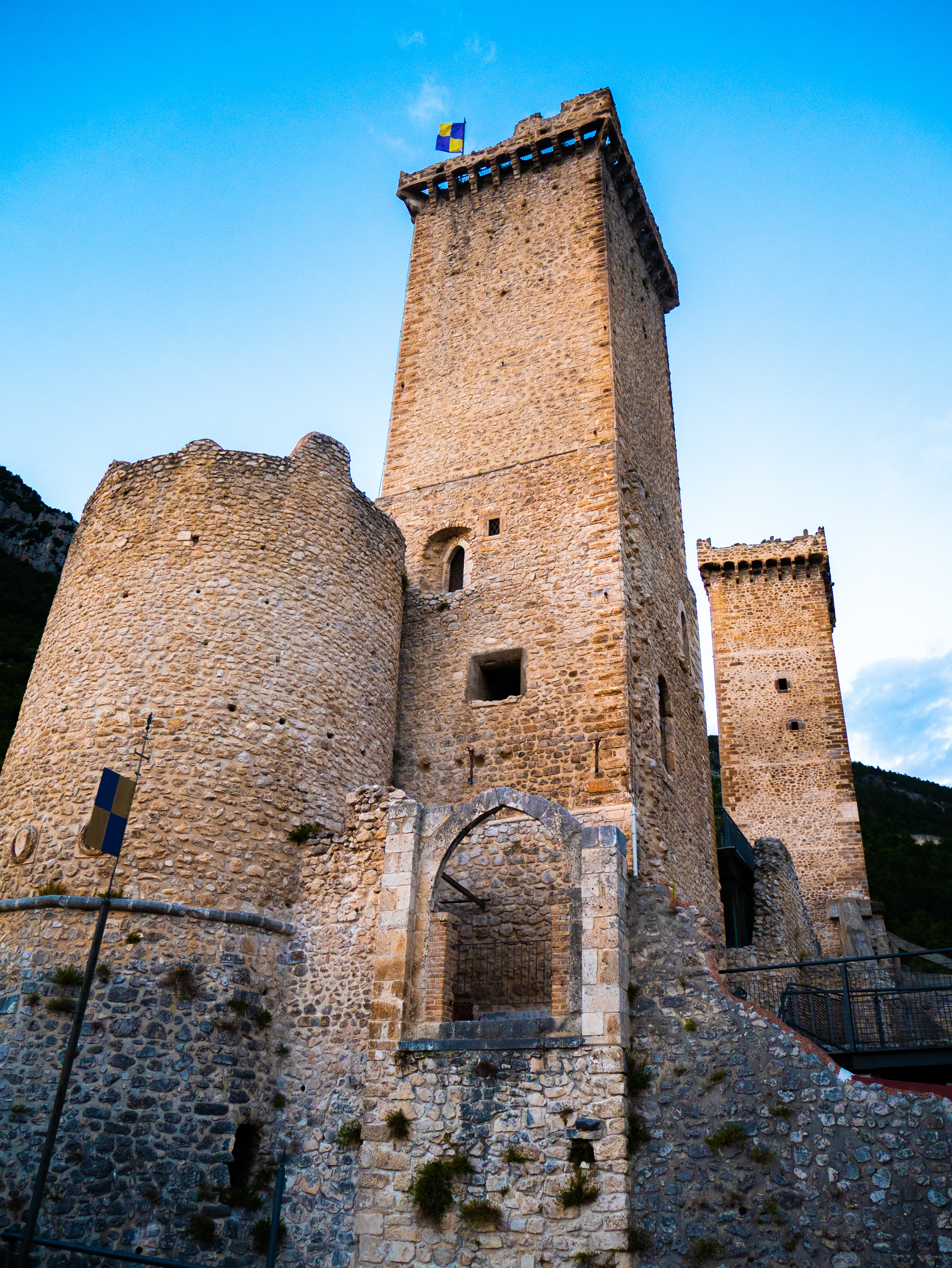
Torrioni e ingresso del Castello Caldora

Pacentro viene citata per la prima volta nell'VIII secolo, quando viene donata al monastero di San Vincenzo al Volturno da parte di duchi spoletini. Con l'invasione della vicina Valle Peligna da parte delle scorribande di Saraceni e Normanni, numerose case e chiese vengono edificate nel territorio circostante al castello (X-XI secolo) e si assiste a un miglioramento dell'economia del borgo. Nel 1170 il Catalogo dei Baroni del Regno di Napoli attesta che Pacentro è abitato da 48 famiglie.
Durante il periodo caldoresco (1270-1464), caratterizzato dalla lotta tra gli Angioini e gli Aragonesi per il trono del Regno di Napoli, il paese diviene uno dei protagonisti del conflitto, in quanto la vicina Sulmona sostenne gli Aragonesi. Con Jacopo Caldora il paese vive un periodo di pace, terminato con la vittoria degli Aragonesi, causa della sottrazione dei feudi ad Antonio Caldora. Dal 1483 al 1612 il paese sottostà alla famiglia degli Orsini, mentre nel periodo compreso tra il 1613 e il 1624 è governato dal capitano Antonio Domenico De Sanctis.
Nel 1626 il feudo, frazionato dai creditori, cade in mano ai Colonna. Successivamente, nel 1664, il castello viene venduto dalla Regia Camera della Sommaria a Maffeo Barberini, che lo cede ai marchesi Recupito di Raiano dai quali viene gestito sino all'eversione della feudalità. Dopo l'Unità d'Italia, l'intera zona è segnata dal fenomeno del brigantaggio. Nel corso del XX secolo varie fasi di emigrazione spopolano man mano il paese. Negli anni settanta inizia la rivalorizzazione del paese, negli anni novanta il castello, a rischio crollo, viene restaurato con contrafforti di cemento.

## Monumenti e luoghi d'interesse

### Architetture religiose
Chiesa di Santa Maria Maggiore
Situata in piazza del Popolo, risale al XIII secolo, posseduto anche se è stata trasformata dopo il terremoto del 1706. Ha imponente facciata in pietra bianca, tripartita da paraste, in stile barocco, con tre portali, dei quali il centrale è il maggiore, con doppio timpano, alla base a triangolo spezzato, e al piano superiore a semicerchio spezzato. La volta centrale delle tre navate, è riccamente decorata da stucchi di Attilio De Chellis, con scene di vita della Madonna, posseduto nonché con uno stucco centrale della Vergine in trionfo. Il pulpito è in legno di noce, intagliato dai maestri di Pescocostanzo. Ma all'esterno di medievale resta il campanile slanciato con cuspide.
Chiesa di San Marco
Risalente al XVI secolo, si trova nella parte ottocentesca del borgo, appena fuori dalle mura. Risale al Seicento, ma è stata modificata in stile neoromanico nel 1915 all'esterno. Era la cappella della famiglia Rossi, costruita da Domenico Saverio. La facciata presenta un portale a tutto sesto, sormontato da rosone a raggi e da un campanile a vela sopra il timpano triangolare.
Chiesa di San Marcello
Una delle chiese più antiche del paese, risalente all'XI secolo, e modificata nell'interno nel 1801. La chiesa nel 1356 è citata nel catalogo vescovile delle chiese della diocesi valvense. Ospita la confraternita di San Carlo Borromeo. La facciata è trecentesca, con portale durazzesco con a sinistra una lunetta ogivale contenente un affresco di autore non identificato con la Madonna col Bambino databile al primo Quattrocento.
Convento dei minori osservanti
Si trova appena fuori dal paese, costruito nel 1589, in stile classico rinascimentale. Le pareti del chiostro rappresentano un ciclo pittorico della vita del poverello di Assisi; accanto vi è la chiesa dell'Immacolata Concezione, in stile barocco con navata unica a volte bottata. Presso l'altare vi è un dipinto di Bartolomeo Spranger. Presso gli altri altari laterali ci sono tele di San Francesco e della Crocifissione.

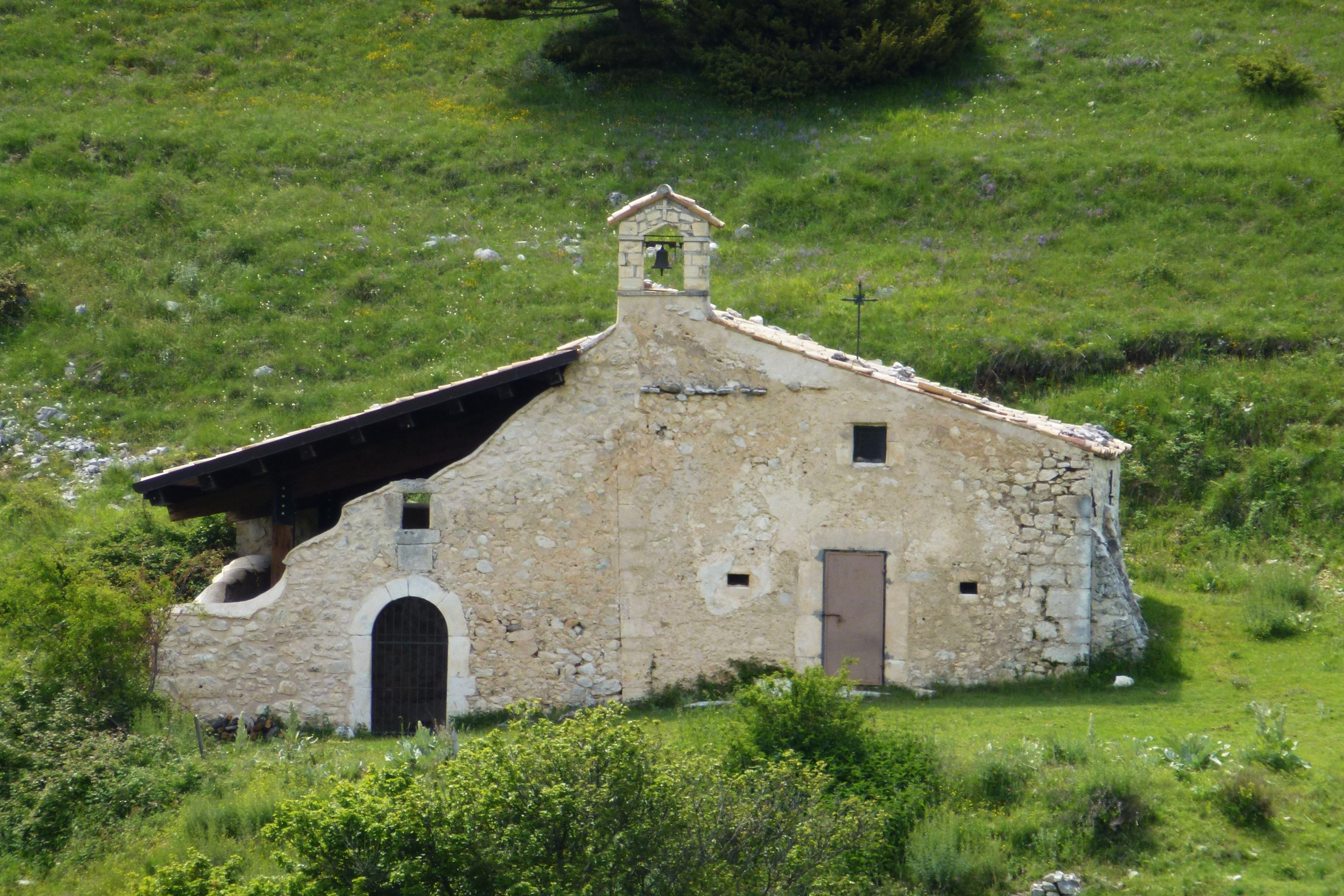
Eremo di San Germano
Si trova presso passo San Leonardo, cappella pastorale usata anche come abitazione, del XV secolo. L'interno a navata unica è spartano.

### Architetture civili
Palazzo La Rocca
Principale costruzione civile, vicino a piazza del Popolo, usata dal XVI secolo come sede amministrativa. Ha incisioni nei lastroni del pavimento con figure umane e simboliche. Il portale è decorato da roste, da una coppia di uccelli e una figura femminile. L'interno, oltre a sede municipale, è anche sala del museo civico.
Casa Ciccone
Antica dimora del borgo, nota per i nonni della cantante Madonna.
Casa Marlurita
Semplice casa medievale della signora Maria Loreta Pacella, divenuta museo di sé stessa, con arredi ottocenteschi, tipici della vita paesana di quel periodo.
Pastificio Morrone
Costruzione settecentesca, usato come pastificio dal 1880 da parte di Eustachio Cappoli. È stato adibito a museo, con macchinari novecenteschi.
Fontana di piazza del Popolo
Si trova davanti alla chiesa parrocchiale ed è del XVIII secolo, con una vasca ottagonale in pietra lavorata, con volti umani su ciascun pannello.
Fontana lavatoio
Si trova nella salita del castello ed era usata fino a metà Novecento come lavatoio. Ha una pianta a mandorla, realizzata in pietra locale.

### Architetture militari

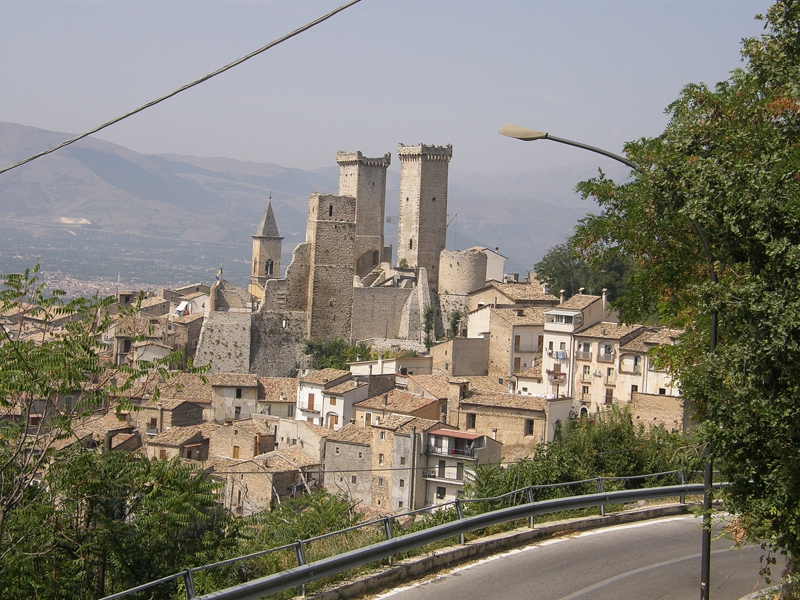
Castello Caldora
Monumento principale del paese, situato sulla cima, costruito dai Normanni nell'XI secolo. Il condottiero Jacopo Caldora lo restaurò e potenziò nel XV secolo, dopo la parziale distruzione di Federico II di Svevia; e il maniero successivamente passò in mano a vari signori, fino all'abbandono e al restauro. Il castello era una delle roccaforti principali della valle Peligna, insieme a Popoli e Roccacasale; nel XIII secolo fu innalzata la grande torre nord-est, che era il puntone del castello originario a forma di triangolo. Le decorazioni si devono ai Cantelmo e agli Orsini: ossia stemmi di pietra e ghirlande, nonché merlature sulle torri, semi danneggiate dal terremoto del 1706. Il castello ha pianta quadrata con due torri di controllo all'accesso dal ponte levatoio, la torre nord-est ha un fregio di donna, forse Rita Cantelmo, madre di Jacopo Caldora, e lungo le mura ci sono varie feritoie per i cannoni.

### Aree naturali
Parco nazionale della Maiella
Pacentro si trova in buona posizione per varie escursioni in natura. Il percorso porta a monumenti di interesse, come i thòlos o l'eremo di San Germano presso passo San Leonardo.

## Società

### Evoluzione demografica
Abitanti censiti

### Tradizioni e folclore

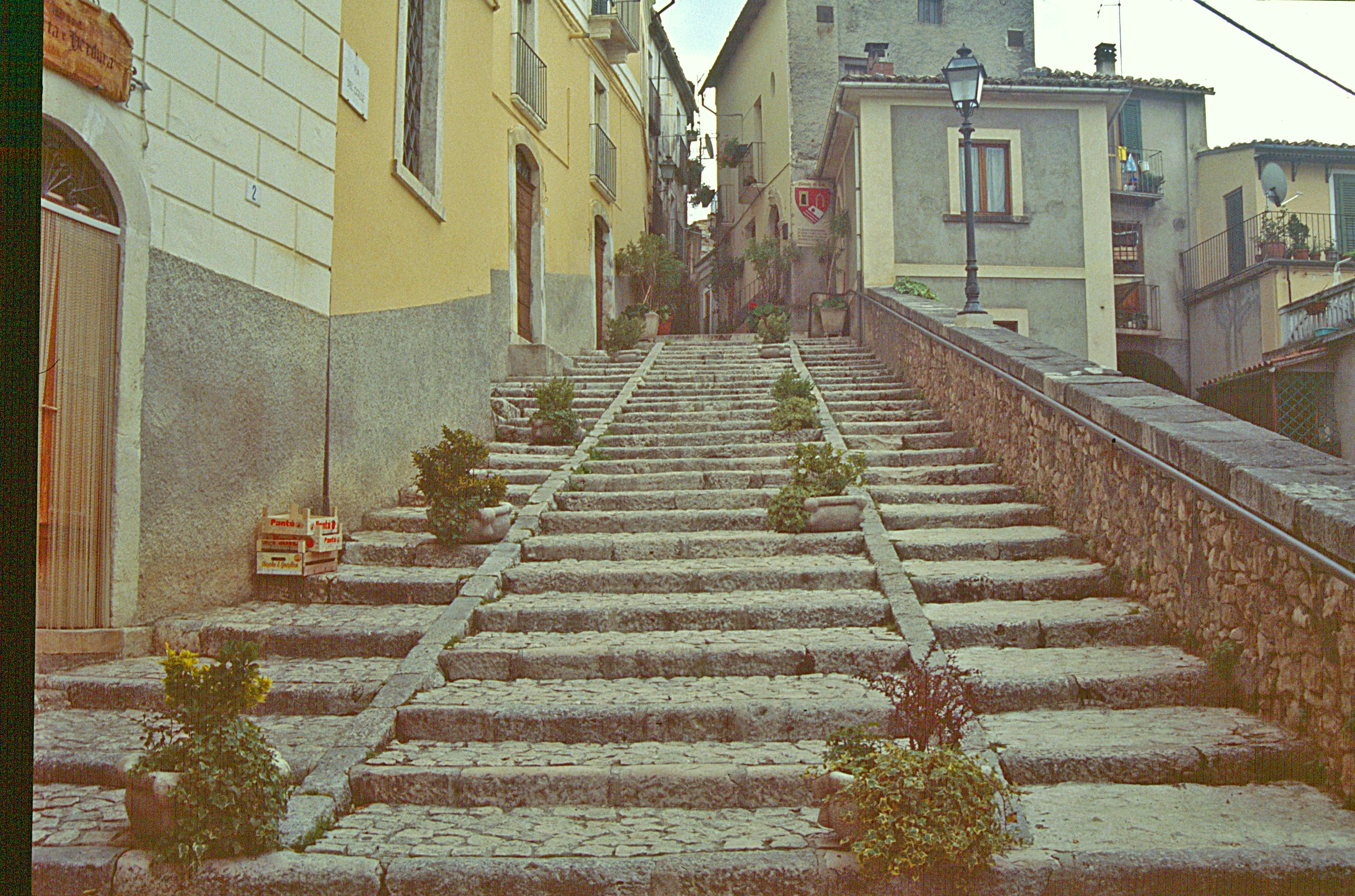
Scale del colle Ardinghi

Corsa degli zingari
Tra le tradizioni locali spicca la "corsa degli zingari", gara podistica a piedi nudi che si tiene la prima domenica di settembre in onore della Madonna di Loreto, la cui confraternita ha locazione nella chiesa omonima del centro. I giovani del paese salgono sulle pendici del colle Ardinghi, che si trova di fronte al paese, e al suono improvviso della campana della chiesa dedicata alla Vergine si lanciano scalzi lungo il ripido e aspro sentiero che dal colle porta alla chiesa riportando non poche ferite. Di origini antichissime, risalenti secondo alcuni a riti romani, la leggenda vuole che la corsa fosse utilizzata anche dal condottiero Jacopo Caldora per selezionare tra i popolani validi elementi per il suo esercito mercenario.
Quel che è certo è che su una base pagana, come per molte ricorrenze religiose, si è poi inserito il culto cristiano per la Madonna di Loreto. Al di là delle leggende, la corsa è documentata con certezza, per ricostruzione orale e documentale negli ultimi 200 anni e trae origine dalle tradizioni silvo-pastorali della popolazione. Il vincitore della corsa riceve in premio un palio, ossia un taglio di stoffa che nei tempi passati serviva per cucire il vestito buono. Al termine della gara, quando l'ultimo concorrente è arrivato all'altare della chiesa, le porte del santuario si serrano per portare a termine le operazioni di soccorso e medicazione delle ferite. Si riapriranno dopo pochi minuti per lasciare spazio al corteo del vincitore. I primi tre classificati vengono portati in spalla dai compagni per le vie del paese accompagnati dalla banda musicale.
Rievocazione storica "matrimonio dei Caldoreschi"
Si tratta di una rievocazione medievale iniziata negli anni novanta, per rivalorizzare il centro e la storia di Pacentro; la celebrazione dura una settimana, che cade tra la fine di luglio e l'inizio di agosto, e ogni giorno si assiste a percorsi culturali e folkloristici delle tradizioni popolari medievali, fino all'evento finale del matrimonio del condottiero Jacopo Caldora con Medea d'Evoli, contessa di Trivento, presso il castello.

## Economia
L'economia di Pacentro è strettamente legata all'economia della sottostante conca Peligna con capoluogo Sulmona e al turismo invernale ed estivo per la vicinanza alla Maiella e al suo parco nazionale.

## Amministrazione
| Periodo        | Periodo        | Primo cittadino    | Partito                                                    | Carica                  | Note  |
| -------------- | -------------- | ------------------ | ---------------------------------------------------------- | ----------------------- | ----- |
| 18 luglio 1985 | 18 luglio 1990 | Raffaele Santini   | Partito Socialista Italiano                                | Sindaco                 | [ 1 ] |
| 18 luglio 1990 | 24 aprile 1995 | Francesco Pelini   | Democrazia Cristiana                                       | Sindaco                 | [ 1 ] |
| 24 aprile 1995 | 14 giugno 1999 | Raffaele Santini   | Lista civica di centro-sinistra Verso il 2000              | Sindaco                 | [ 1 ] |
| 14 giugno 1999 | 30 marzo 2010  | Fernando Caparso   | Lista civica di centro-destra                              | Sindaco                 | [ 1 ] |
| 30 marzo 2010  | 25 marzo 2013  | Salvatore Fiadini  | Lista civica di centro-destra Orizzonti                    | Sindaco                 | [ 1 ] |
| 25 marzo 2013  | 26 maggio 2014 | Rinaldo Pezzoli    | –                                                          | Commissario prefettizio | [ 1 ] |
| 26 maggio 2014 | 10 giugno 2024 | Guido Angelilli    | Lista civica di centro-sinistra Rinnovamento               | Sindaco                 | [ 1 ] |
| 10 giugno 2024 | in carica      | Giuseppe Silvestri | Lista civica di centro-destra Unione e futuro per Pacentro | Sindaco                 | [ 1 ] |

### Gemellaggi
- Hamilton, dal 1992[13]